# Sáo Réunion
Sáo Réunion (danh pháp hai phần: Fregilupus varius) là một loài chim trong họ Sturnidae. Loài chim này đã từng sinh sống trên đảo Mascarene của Réunion và đã tuyệt chủng từ thập niên 1850. Những người định cư trên đảo Réunion đã săn bắt loài này nuôi làm chim cảnh.
Các loài gần gũi nhất với loài sáo Ré union là sáo Rodrigues (cũng đã tuyệt chủng) và sáo Mauritius, sinh sống ở các đảo gần đó. Cả ba loài được cho là có nguồn gốc ở Đông Nam Á. Người ta biết đến loài sáo Réunion sớm nhất là trong một văn bản viết từ thế kỷ 17.
Mười chín mẫu vật của loài chim sáo này đã được bảo quản trong các viện bảo tàng trên khắp thế giới. Nó có chiều dài 30 cm. Lưng, cánh và đuôi có màu nâu sẫm và xám, và bộ lông chủ yếu có màu trắng và xám. Nó có một chỏm lông nhỏ di động trên đỉnh đầu, cuộn tròn về phía trước. Loài chim này được cho là lưỡng hình giới tính: chim trống to hơn và có mỏ cong dốc hơn mỏ của chim mái. Chim non có màu nâu hơn chim trưởng thành.
Người ta biết rất ít về hành vi của loài chim sáo này. Theo báo cáo, chúng sinh sống thành đàn lớn ở đầm lầy và các khu vực ẩm ướt khác. Chúng là loài ăn tạp: chúng ăn thực vật và côn trùng. Vì có bộ khung xương chắc khỏe, bàn chân và móng vuốt lớn, và hàm khỏe, nên chúng có thể đã kiếm ăn gần mặt đất.
Loài sáo này được ghi nhận đã suy giảm vào đầu thế kỷ 19 và có lẽ đã tuyệt chủng trước thập niên 1860. Một số yếu tố có thể góp phần vào sự tuyệt chủng của loài sáo này bao gồm sự cạnh tranh từ các loài du nhập, bị các loài du nhập săn bắt, nạn dịch bệnh, nạn phá rừng và sự ăn thịt quá mức của con người, cả để làm thực phẩm và vì loài sáo này đã bị coi là loài gây hại cây trồng.

## Hình ảnh

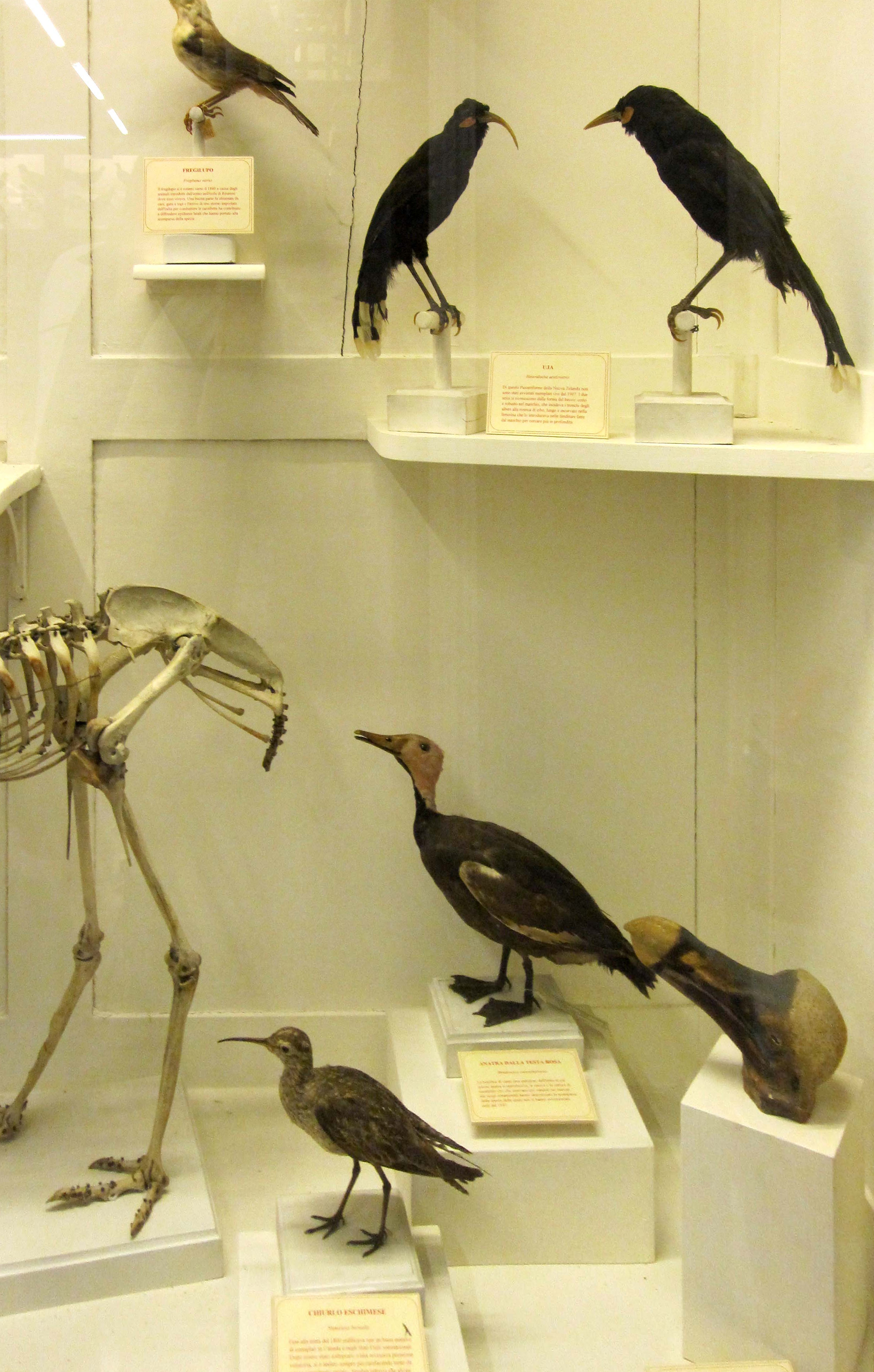
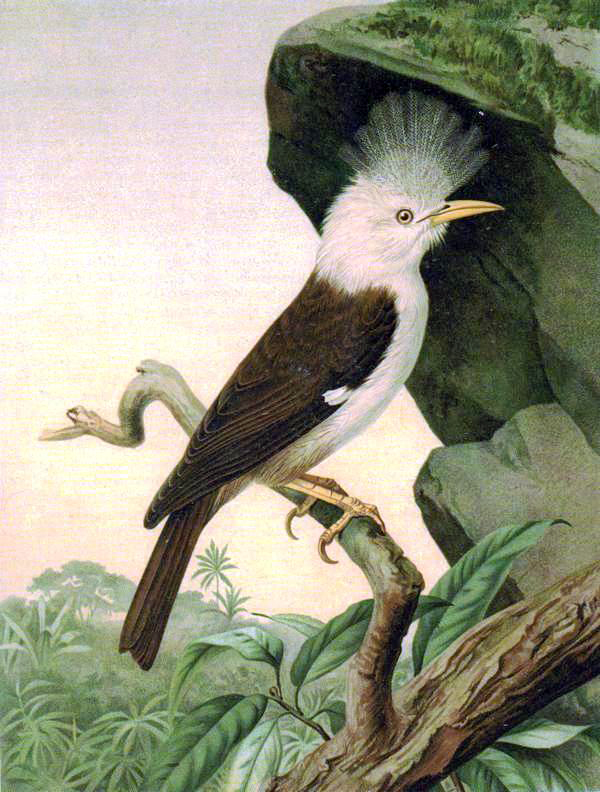
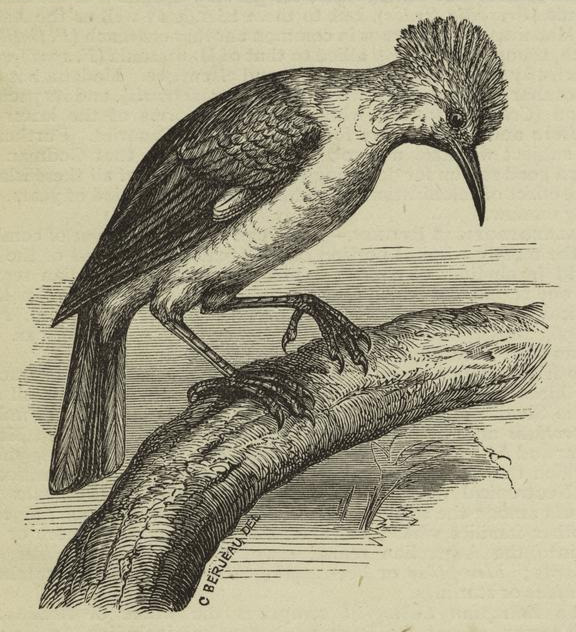
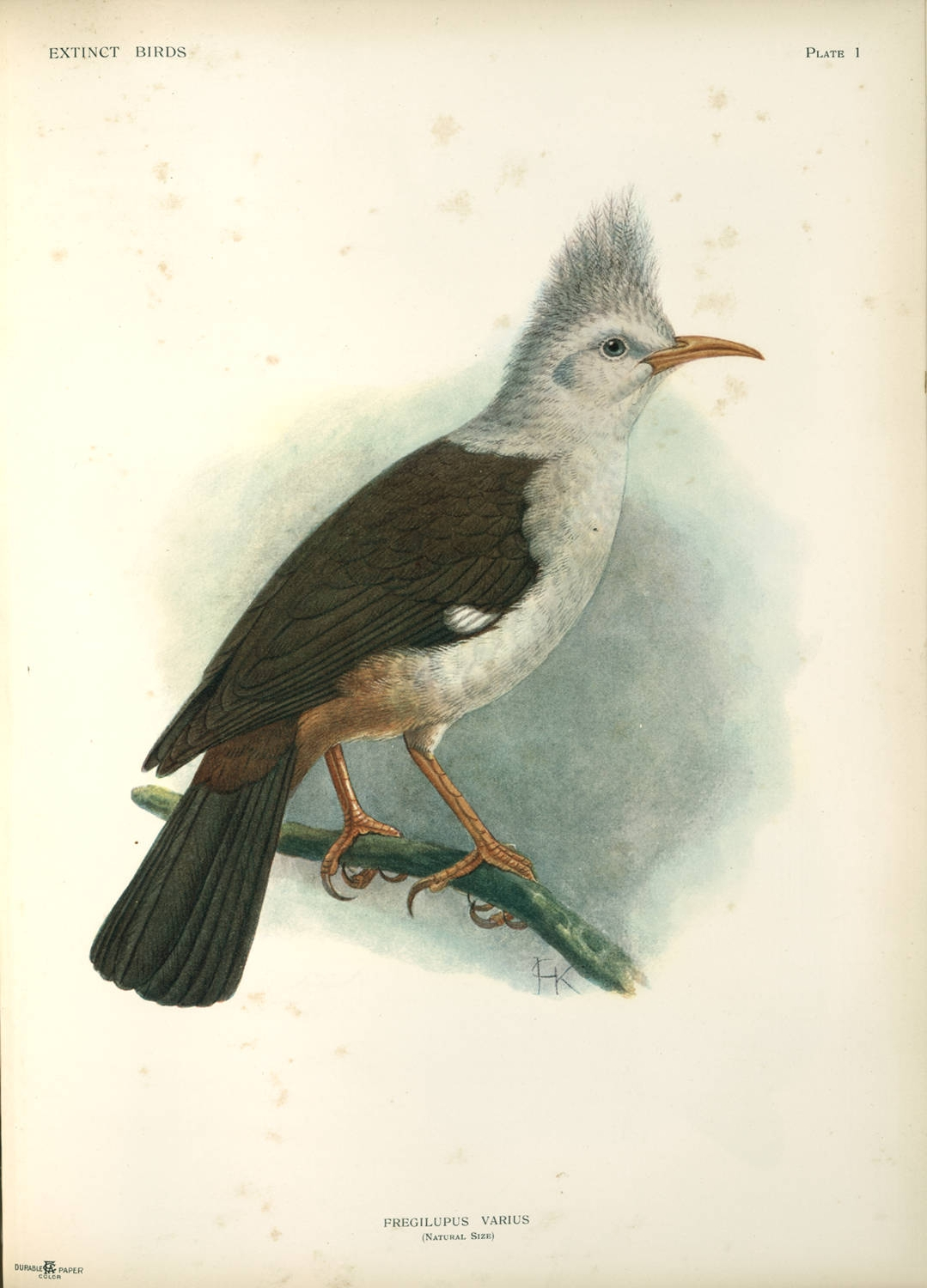
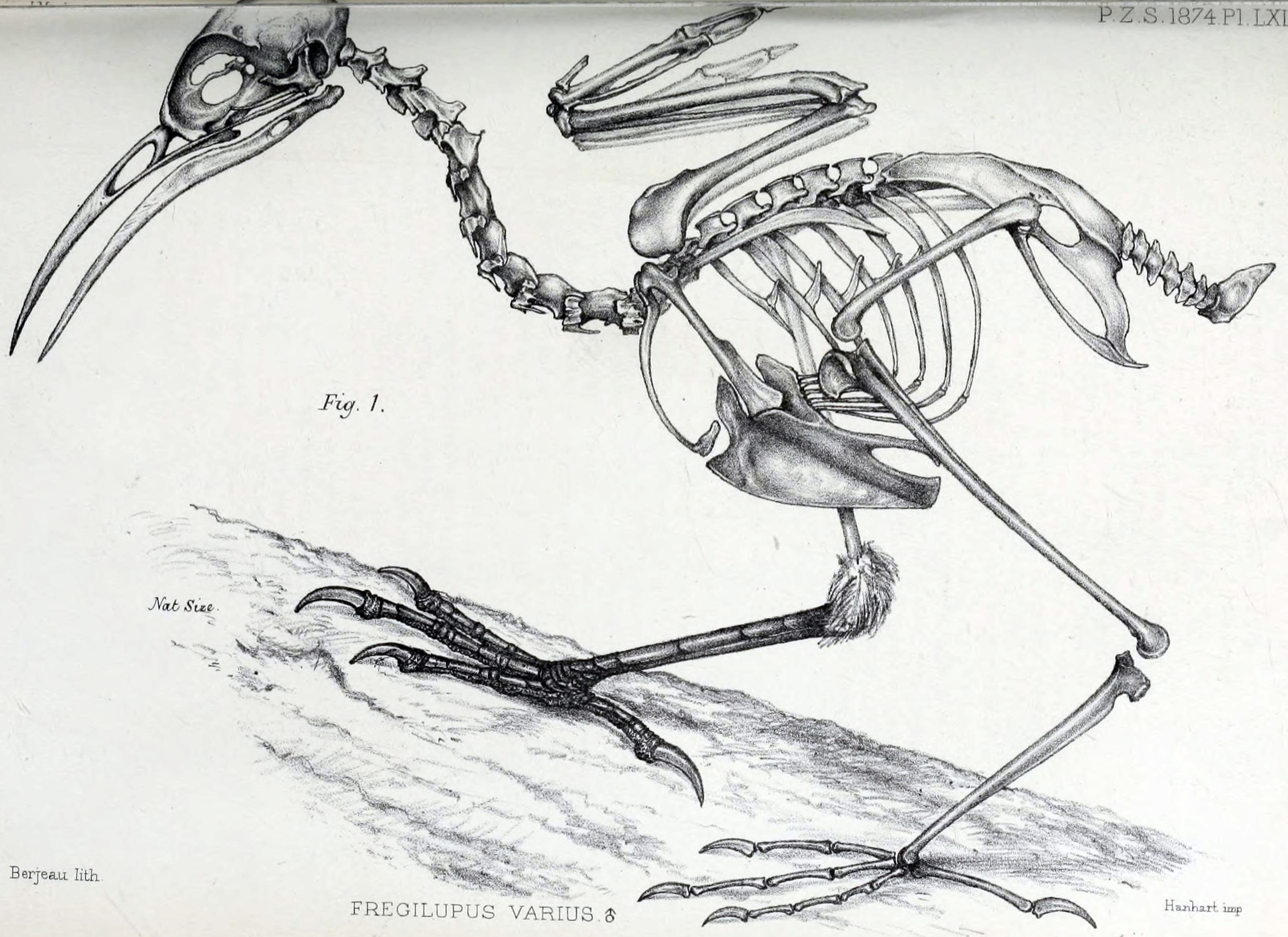
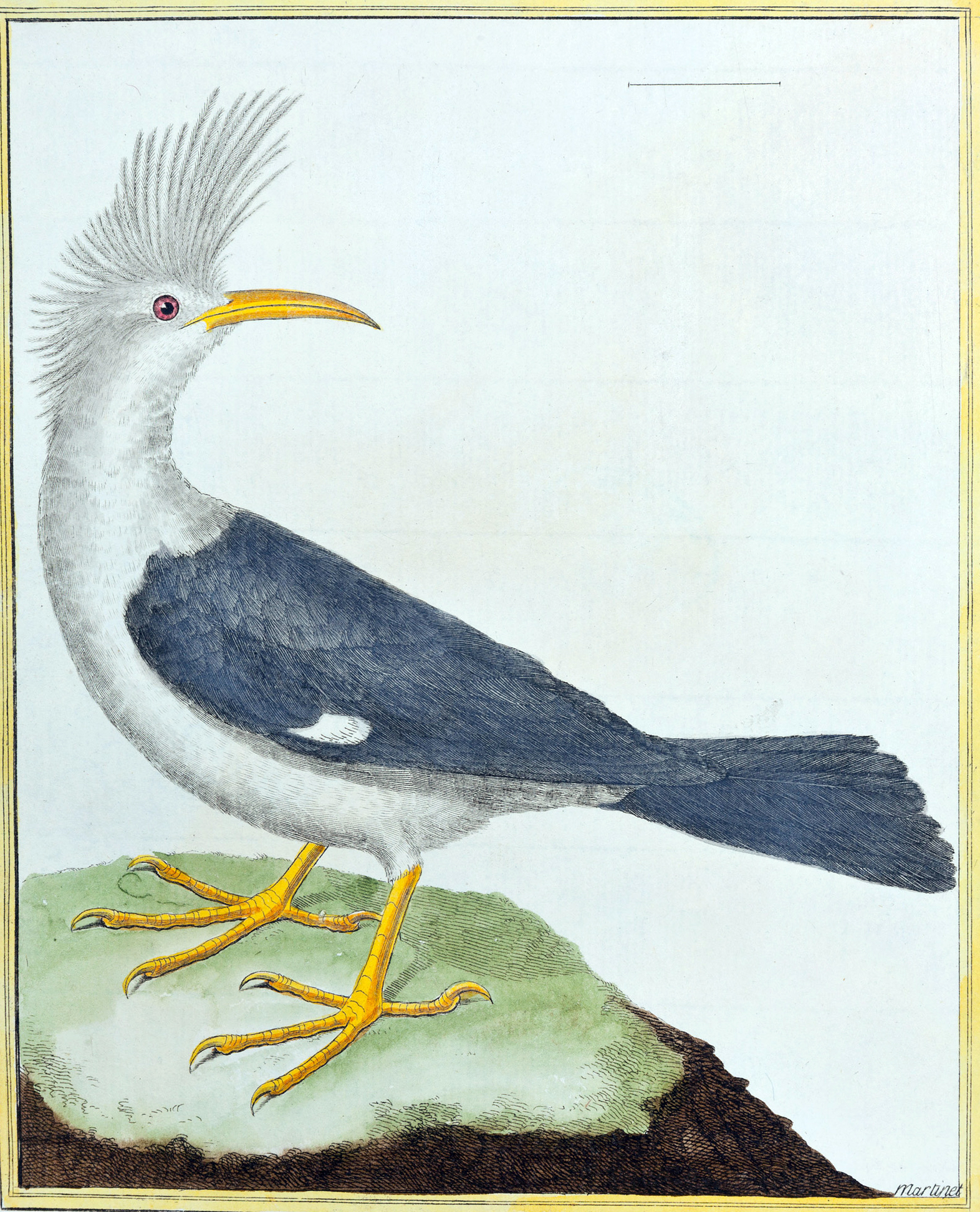